# Liste der Kulturdenkmäler in Viernheim
Die folgende Liste enthält die in der Denkmaltopographie ausgewiesenen Kulturdenkmäler auf dem Gebiet  der  Stadt Viernheim, Bergstraße, Hessen.
Hinweis: Die Reihenfolge der Denkmäler in dieser Liste orientiert sich zunächst an Stadtteilen und anschließend der Anschrift, alternativ ist sie auch nach der Bezeichnung, der vom Landesamt für Denkmalpflege vergebenen Nummer oder der Bauzeit sortierbar.
Kulturdenkmäler werden fortlaufend im Denkmalverzeichnis des Landes Hessen durch das Landesamt für Denkmalpflege Hessen auf Basis des Hessischen Denkmalschutzgesetzes (HDSchG) geführt. Die Schutzwürdigkeit eines Kulturdenkmals hängt nicht von der Eintragung in das Denkmalverzeichnis des Landes Hessen oder der Veröffentlichung in der Denkmaltopographie ab.

Die bisher bekannten Bau- und Kunstdenkmäler hat das Landesamt für Denkmalpflege Hessen in sogenannten Arbeitslisten erfasst. Den Arbeitslisten liegen Erkenntnisse aus Akten, Ortsbegehungen und Denkmalinventaren, jedoch keine neuere systematische Forschung, zugrunde. Die Benehmensherstellung mit der Gemeinde gemäß § 11 Abs. 1 HDSchG ist noch nicht erfolgt.
Das Vorhandensein oder Fehlen eines Objekts in dieser Liste ist keine rechtsverbindliche Auskunft darüber, ob es Kulturdenkmal ist oder nicht: Diese Liste entspricht möglicherweise nicht dem aktuellen Stand der offiziellen Denkmaltopographie. Diese ist für Hessen in den entsprechenden Bänden der Denkmaltopographie Bundesrepublik Deutschland und im Internet unter DenkXweb – Kulturdenkmäler in Hessen einsehbar. Auch diese Quellen sind, obwohl sie durch das Landesamt für Denkmalpflege Hessen aktualisiert werden, nicht immer aktuell, da es im Denkmalbestand immer wieder Änderungen gibt.
Eine verbindliche Auskunft erteilt allein das Landesamt für Denkmalpflege Hessen.
Nutze diese Kartenansicht, um Koordinaten in der Liste zu setzen. In dieser Kartenansicht sind Kulturdenkmale ohne Koordinaten mit einem roten bzw. orangen Marker dargestellt und können in der Karte gesetzt werden. Kulturdenkmale ohne Bild sind mit einem blauen bzw. roten Marker gekennzeichnet, Kulturdenkmale mit Bild mit einem grünen bzw. orangen Marker.

## Kulturdenkmäler der Stadt Viernheim
| Bild                                   | Bezeichnung                                                                        | Lage | Beschreibung                     | Bauzeit                                                   | Objekt-Nr. |
| -------------------------------------- | ---------------------------------------------------------------------------------- | --- | -------------------------------- | --------------------------------------------------------- | ---------- |
| Bild gesucht BW                        | Gesamtanlage Bereich „Anker“ Berliner Ring, Heddesheimer Straße, Mannheimer Straße | Berliner Ring 4, 6, Heddesheimer Straße 1, 3–5, Holzstraße 1, Mannheimer Straße 13, 15, 18–26 Lage |                                  |                                                           | 136150 DDB |
| Bild gesucht BW                        | Gesamtanlage Wasserstraße, Schulstraße, Rathausstraße                              | Rathausstraße 10a, Satonévri-Platz 1, Schulstraße 1a, Wasserstraße 10, 12, 16, 18, 22a, 24a, 26a Lage |                                  |                                                           | 136295 DDB |
| Wegekreuz                              | Wegekreuz                                                                          | Am alten Weinheimer Weg LageFlur: 62, Flurstück: 372/2 |                                  |                                                           | 136144 DDB |
|                                        |                                                                                    | Bahnhofstraße 1 LageFlur: 1, Flurstück: 717/2 |                                  |                                                           | 136284 DDB |
| weitere Bilder                         |                                                                                    | Bahnhofstraße 9 LageFlur: 1, Flurstück: 717/6 |                                  |                                                           | 136124 DDB |
|                                        |                                                                                    | Berliner Ring 16 LageFlur: 1, Flurstück: 743/1 |                                  |                                                           | 136299 DDB |
| weitere Bilder                         | Ehemaliges Hessisches Forstamt                                                     | Berliner Ring 28 LageFlur: 1, Flurstück: 732/2, 732/3 | Heute Heimatmuseum von Viernheim |                                                           | 136208 DDB |
|                                        |                                                                                    | Berliner Ring 32 LageFlur: 1, Flurstück: 727/3 |                                  |                                                           | 136285 DDB |
| Bahnhof                                | Bahnhof                                                                            | Berliner Ring 63 LageFlur: 8, Flurstück: 39/41, 39/8 |                                  |                                                           | 136141 DDB |
| weitere Bilder                         | Evangelische Auferstehungskirche mit Pfarrhaus                                     | Berliner Ring 74, 74a LageFlur: 1, Flurstück: 468/6 |                                  | 1902 (Kirche), 1914/15 (Pfarrhaus)                        | 136140 DDB |
|                                        |                                                                                    | Blauehutstraße 8 LageFlur: 1, Flurstück: 541/1 |                                  |                                                           | 136170 DDB |
| Sandsteinbrücke                        | Sandsteinbrücke                                                                    | Distrikt I Abt. 1 LageFlur: 38, Flurstück: 1/15, 1/20, 1/8, 1/9 |                                  |                                                           | 136303 DDB |
| Jagdstein Jägerhaus                    | Jagdstein Jägerhaus                                                                | Distrikt IV Abt. 2–6, 9–10, 15–17 LageFlur: 45, Flurstück: 1/6 |                                  |                                                           | 136282 DDB |
| Bild gesucht BW                        | Jagdstein 1721                                                                     | Distrikt IV Abt. 7–8, 11–14, 23–24 LageFlur: 46, Flurstück: 1/1 |                                  |                                                           | 136283 DDB |
| weitere Bilder                         | Grenzsteine                                                                        | Distrikt VI Abt. 2, 5–13; Almen, Am Egelseeweg, Am Heddesheimer Weg links, Distrikt III Abt. 4–9, 17–22, 29–31; Glockenbuckel, Im Berlich, Im Vautenfeld die Grenzgewann, Landgraben LageFlur: 14, 48, 52, 53, 56, 57, 61, 62, Flurstück: 227, 1/9, 1/7, 120, 32, 78, 80, 83, 48, 193 |                                  |                                                           | 136298     |
| weitere Bilder                         | Bahnhofempfangsgebäude und Güterhalle                                              | Friedrich-Ebert-Straße 8 LageFlur: 17, Flurstück: 126/8 |                                  | 1905                                                      | 136147 DDB |
|                                        |                                                                                    | Friedrich-Ebert-Straße 13/14 LageFlur: 11, Flurstück: 117/28, 117/29 |                                  |                                                           | 136288     |
| Wagenhalle                             | Wagenhalle                                                                         | Hinter den Zäunen 4/4a LageFlur: 8, Flurstück: 39/41, 39/8 |                                  | 1914                                                      | 136141 DDB |
|                                        |                                                                                    | Hinter den Zäunen 11a LageFlur: 8, Flurstück: 108 |                                  |                                                           | 136296 DDB |
|                                        |                                                                                    | Hügelstraße 22/24 LageFlur: 1, Flurstück: 671/7, 673/2 |                                  |                                                           | 136289     |
| weitere Bilder                         | Hildegardkirche                                                                    | Johann-Sebastian-Bach-Straße 24 LageFlur: 3, Flurstück: 547/258 |                                  | 1963–1966                                                 | 136207 DDB |
|                                        |                                                                                    | Kettelerstraße 2 LageFlur: 1, Flurstück: 996/6 |                                  |                                                           | 136290 DDB |
| weitere Bilder                         | Michaelskirche                                                                     | Kettelerstraße 63 LageFlur: 3, Flurstück: 26/2 |                                  | 1956–1957                                                 | 136206 DDB |
| Schillerschule                         | Schillerschule                                                                     | Lampertheimer Straße 2 LageFlur: 1, Flurstück: 1073/15 |                                  |                                                           | 136203 DDB |
| Bild gesucht BW                        | Bewässerungssystem Seehof                                                          | Landgraben, Schlöth, Zweigemahden LageFlur: 24, Flurstück: 104, 81, 82 |                                  |                                                           | 136149 DDB |
|                                        |                                                                                    | Lindenstraße 4 LageFlur: 1, Flurstück: 427/2 |                                  |                                                           | 136291 DDB |
| Kreuzigungsgruppe                      | Städtischer Friedhof                                                               | Lorscher Straße, Einsteinstraße, Großer Stellweg, Raiffeisenstraße LageFlur: 17, Flurstück: 10/2, 130/2, 253/8, 9/1 |                                  |                                                           | 136148 DDB |
|                                        |                                                                                    | Lorscher Straße (gegenüber 28) LageFlur: 1, Flurstück: 92/1 | Denkmal                          |                                                           | 136292 DDB |
| weitere Bilder                         |                                                                                    | Lorscher Straße 58 LageFlur: 17, Flurstück: 72/1 |                                  |                                                           | 136142 DDB |
| Haus Luisenstraße 27                   |                                                                                    | Luisenstraße 27, Rathausstraße 11a LageFlur: 1, Flurstück: 291/3, 292/3 |                                  |                                                           | 136125 DDB |
| Ehemaliges katholisches Pfarrhaus      | Ehemaliges katholisches Pfarrhaus                                                  | Mannheimer Straße 15 LageFlur: 1, Flurstück: 770/16 |                                  |                                                           | 136126 DDB |
| weitere Bilder                         | Katholische Pfarrkirche zur Himmelfahrt Mariä und St. Bonifatius                   | Mannheimer Str. 18 LageFlur: 1, Flurstück: 755/6 |                                  | 1651–1652 (Hauptschiff), 1804–1807 (Querschiff und Apsis) | 136145 DDB |
| Bild gesucht BW                        |                                                                                    | Rathausstraße 10a LageFlur: 1, Flurstück: 618/10 |                                  |                                                           | 136127 DDB |
|                                        |                                                                                    | Rathausstraße 28 LageFlur: 1, Flurstück: 645/5 |                                  |                                                           | 136128 DDB |
| weitere Bilder                         | Apostelkirche                                                                      | Rathausstraße 39 (Apostelplatz) LageFlur: 1, Flurstück: 996/6 |                                  | 1896–1899                                                 | 136123 DDB |
|                                        |                                                                                    | Rathausstraße 42 LageFlur: 1, Flurstück: 972/3 |                                  |                                                           | 136129 DDB |
|                                        |                                                                                    | Rathausstraße 46 LageFlur: 1, Flurstück: 970/4 |                                  |                                                           | 136130 DDB |
|                                        |                                                                                    | Rathausstraße 50 LageFlur: 1, Flurstück: 957 |                                  |                                                           | 136199 DDB |
|                                        |                                                                                    | Repsgasse 8 LageFlur: 1, Flurstück: 570/1 |                                  |                                                           | 136294 DDB |
| Brunnen                                | Brunnen                                                                            | Satonévri-Platz LageFlur: 1, Flurstück: 619/6 |                                  |                                                           | 136209 DDB |
| weitere Bilder                         | Bibliothek                                                                         | Satonévri-Platz 1 LageFlur: 1, Flurstück: 600/2, 606/4 |                                  |                                                           | 136132 DDB |
| ehemaliges Kino ist das rechte Gebäude | Ehemaliges Kino                                                                    | Schulstraße 6 LageFlur: 1, Flurstück: 42/2 |                                  |                                                           | 136154 DDB |
| Gefallenen-Ehrenmal                    | Gefallenen-Ehrenmal                                                                | Schulstraße 10, Weinheimer Straße LageFlur: 1, Flurstück: 715/12, 715/9 |                                  | 1905                                                      | 136143 DDB |
| weitere Bilder                         | Goetheschule                                                                       | Schulstraße 10 LageFlur: 1, Flurstück: 715/12 |                                  |                                                           | 136153 DDB |
| weitere Bilder                         |                                                                                    | Wasserstraße 12 LageFlur: 1, Flurstück: 597/4 |                                  |                                                           | 136131 DDB |
| Bild gesucht BW                        |                                                                                    | Wasserstraße 22a, 24a, 26a LageFlur: 1, Flurstück: 610/4, 611/3, 612/7 |                                  |                                                           | 136133 DDB |
|                                        |                                                                                    | Wasserstraße 60 LageFlur: 11, Flurstück: 280/2 |                                  |                                                           | 136286 DDB |
| Brückenwaage                           |                                                                                    | Wasserstraße 61 LageFlur: 1, 10, Flurstück: 1054/3, 3/2 | Brückenwaage                     |                                                           | 136287 DDB |
|                                        |                                                                                    | Weinheimer Straße 9 LageFlur: 1, Flurstück: 729 |                                  |                                                           | 136134 DDB |
|                                        |                                                                                    | Weinheimer Straße 12 LageFlur: 1, Flurstück: 685 |                                  |                                                           | 136135 DDB |
|                                        |                                                                                    | Weinheimer Straße 14 LageFlur: 1, Flurstück: 688/3 |                                  |                                                           | 136136 DDB |
|                                        |                                                                                    | Weinheimer Straße 22 LageFlur: 1, Flurstück: 693/1 |                                  |                                                           | 136137 DDB |
|                                        |                                                                                    | Weinheimer Straße 44 LageFlur: 1, Flurstück: 714/4 |                                  |                                                           | 136138 DDB |
|                                        |                                                                                    | Weinheimer Straße 67 LageFlur: 1, Flurstück: 470/1 |                                  |                                                           | 136139 DDB |
| Kapelle                                | Kapelle                                                                            | Weinheimer Straße 99 LageFlur: 7, Flurstück: 36 |                                  |                                                           | 136146 DDB |
|                                        |                                                                                    | Wiesenstraße 100a LageFlur: 16, Flurstück: 224 | Wiesenwegkapelle                 |                                                           | 136297 DDB |